# Mostar (nádraží)
Mostar je železniční stanice ve městě Mostar v jižní části Bosny a Hercegoviny. Je součástí železniční trati Sarajevo–Ploče. Nachází se ve východní části města, v blízkosti Carinského mostu, na ulici Maršala Tita. Součástí terminálu je i autobusovén nádraží.
Nádraží bylo spolu s celou tratí, která vede údolím řeky Neretvy, zprovozněno 30. června 1885. Otevření stanice bylo pro město, které se postupně po staletích turecké nadvlády modernizovalo, ohromnou společenskou událostí. Staré nádraží, zbudované plně v duchu rakousko-uherské architektury, bylo známé především díky tomu, že z uliční strany byl vstup do čekárny a ze strany druhé potom vstup na nástupiště. Až do roku 1865 nádraží sloužilo pro úzkorozchodnou dráhu,[zdroj?] poté byla trať přestavěna a s ní i budova nádraží. Současná budova vznikla na zcela jiném místě, původní nádraží bylo zbořeno a namísto trati zbudována nová ulice ve městě. Namísto původní historické stavby vznikl moderní prostorný terminál s dvěma nástupišti a nápadnou staniční budovou.
V roce 1992 byl v souvislosti s válkou v Bosně a Hercegovině vypálen původní železniční archiv, který se v areálu nádraží nacházel.